# Aareal Bank
Aareal Bank AG — міжнародний іпотечний банк зі штаб-квартирою в Вісбадені.
Має представництва в 14 європейських країнах, а також в США та Сінгапурі.
Акції Aareal Bank AG входять у розрахунок індексу MDAX.